# Жажда (фильм, 2013)
«Жажда» — российский драматический фильм 2013 года режиссёра Дмитрия Тюрина. Экранизация одноимённой повести Андрея Геласимова.

## Сюжет
История трёх молодых ребят, вернувшихся с Чеченской войны. В мирные дни у них по-разному складываются судьбы: один занимается криминалом, второй ушёл в спорт, а Костя — главный герой — от той войны получил изуродованное ожогом лицо и стойкую обиду на жизнь, полностью отгородился от внешнего мира и пьет горькую. Исчезновение их боевого товарища Серёги, когда-то вытащившего всех троих из горящего БТРа, заставляет их броситься на его поиски. Непростая история этих поисков целиком перевернет их жизнь. А для Кости запускает цепь событий, благодаря которым в его жизни появляется Ольга со своим пятилетним сыном Никитой. Мальчик — единственный, кто словно не замечает уродства Кости. Уже и не надеясь не то что на личное счастье — на простое сочувствие, Костя вдруг замечает, что влюблен в Ольгу и сам любим ею. Вдохновленный надеждой, герой наконец изживает обиду на прошлое.

Первоначально для меня эта история была вовсе не про войну. В ней так много всего, много личных драм. Автор сценария картины писатель Андрей Геласимов снабдил каждого персонажа своей историей — у него нет вообще проходных персонажей, я всегда удивляюсь, как ему удается в две сцены уместить целую жизнь. Мне казались самыми важными в этой истории проблемы коммуникации, взаимодействия с миром, поиск гармонии и света, а война — это только предлагаемое обстоятельство. Но на монтаже оказалось, что все не так: война непостижимым образом проявилась практически в каждой сцене — даже там, где про нее вообще не было речи. Это такой цемент, без которого все бы рассыпалось.— режиссёр фильма Дмитрий Тюрин

## В ролях
- Михаил Грубов — Костя
- Роман Курцын — Генка
- Сергей Лавыгин — Пашка
- Анна Арефьева — Галя, жена Пашки
- Никита Остриков — Серёга Плотников
- Алексей Гуськов — Николай, отец Кости
- Галина Бокашевская — мать Кости
- Анна Банщикова — Марина, мачеха Кости
- Олег Куликович — Эдуард Михайлович, отчим Кости
- Светлана Смирнова-Марцинкевич — Ольга
- Георгий Соловьёв — Никита, сын Ольги
- Андрей Попович — Костя в детстве
- Михаил Трясоруков — Михалыч, тренер по боксу
- Игорь Лях — Александр Степанович, директор школы
- Елена Морозова — Елена Васильевна, завуч
- Ксения Галинская — Наташа, сестра Кости
- Иван Богомазов — Ромка, брат Кости
- Даниил Кокин — Славик
- Алексей Одинг — друг Славика
- Наталья Драгилёва — Танечка, медсестра

## Фестивали и награды
- 2013 — XXXV Московский международный кинофестиваль — фильм открывал внеконкурсную Российскую программу кинофестиваля[2]
- 2013 — XXIV Кинофестиваль «Кинотавр» — участие в основном конкурсе, фильм получил Специальный диплом жюри «За энергию и обаяние»
- 2013 — XXI фестиваль «Московская премьера» — Приз зрительских симпатий за лучший фильм
- 2013 — XVIII Кинофестиваль «Волоколамский рубеж» — Приз зрительских симпатий
- 2013 — XXI Фестиваль российского кино в Онфлёре (Франция) — лучший дебют, лучший сценарий и лучшие мужские роли
- 2013 — XIX Кинофестиваль «Сталкер» — Лучший игровой фильм
- 2013 — Х Кинофестиваль «Лучезарный ангел» — Приз за лучший дебют
- 2013 — XI Кинофестиваль «Амурская осень» — Гран-при[3]
- 2014 — XXIII Кинофорум «Золотой Витязь» — Приз «Серебряный Витязь»

## Критика
Дебютный фильм телевизионщика Дмитрия Тюрина пытается на отечественном материале исследовать посттравматический синдром, мучающий ветеранов боевых действий, — речь в его фильме идет о троих «чеченцах», ищущих товарища по сожженному на войне бэтээру. Увы, «Охотника на оленей» не выходит, хотя протяженный, охватывающий десяток лет сюжет подразумевает именно такого рода эпичность. Подводят стремление автора к хеппи-энду и телевизионный уровень как постановки, так и сценария.— Time Out

## Рецензии
- Лариса Малюкова — Любить человека. «Жажда», режиссер Дмитрий Тюрин // Искусство кино, № 8, 2013